# Augusto Vanarelli
Augusto Vanarelli (Roma, 15 aprile 1913 – Roma, 3 agosto 1980) è stato un pittore, scultore e designer italiano.
Espose alla IV Quadriennale di Roma nel 1943 ed è ricordato per l'opera Farfalla, realizzata per i giardini della Biblioteca nazionale di Roma.

## Biografia
Il suo interesse per le arti visive comincia a manifestarsi da giovanissimo.
Partecipa alle più significative rassegne d'arte. Comincia ad essere notato nell'ambiente artistico prendendo parte alle Mostre Sindacali e ai Littoriali dell'Arte e della Cultura. Si distingue vincendo diversi premi tra i quali Il Concorso Affresco ai Littoriali del 1940.  Pur partecipando a rassegne promosse dal regime, Augusto Vanarelli si è sempre dimostrato un convinto antifascista.
Nel 1943, Vanarelli partecipa alla Quadriennale d'Arte di Roma. Le opere esposte destano l'interesse di Gio Ponti che ne richiede le fotografie per pubblicarle sulla rivista Stile di cui è direttore.
Nel 1947, incaricato dall'architetto Vincenzo Pantano, progettista della Fiera di Messina, realizza una decorazione murale di m.3x5 per l'ingresso della Fiera, dal titolo Le attività dell'isola. Sempre a Messina nel 1948 esegue Allegoria della Trinacria, bassorilievo in stucco a soffitto di m.6X10 per la Villa De Natale, seguono dei bassorilievi a stucco per il negozio “Casa della seta”.
Si trasferisce a Parigi nel 1948 dove prende parte alle principali rassegne d'avanguardia e comincia a interessarsi al design. Collabora con l'architetto Lafon e ottiene un incarico di insegnamento del disegno all'École nationale supérieure des beaux-arts.
Negli anni '50 inizia a dedicarsi al design e all'architettura degli interni. Attività che lo accompagneranno in tutto il suo percorso, parallelamente alla pittura e alla scultura.
Nel 1950 vince il Primo grado del Concorso Opera Decorativa Bassorilievo ad incavo per la Stazione Termini di Roma.
È in questi anni che inizia la ricerca e sperimentazione di nuovi materiali: metalli, resine, materiali plastici a superfici speculari e rifrangenti, che impiegherà in arte e in arredamento.
Del 1954 è il ritratto di Ava Gardner, dipinto sul set del film “La Contessa scalza” a cui Augusto Vanarelli collabora come arredatore.
Nello stesso anno, insieme a Virgilio Marchi, cura le scenografie del film “La corda d'acciaio” di Carlo Borghesio, con Fausto Tozzi e Virna Lisi.
Il 1954 è anche l'anno in cui conosce Elena Maltzeff (Liena). Attrice, figlia di Grigorij Pavlovic Maltzeff anche lui pittore, giunto a Roma nel 1913 in seguito al Prix de Rome dell'Accademia Imperiale d'arte di Pietroburgo. Si sposano, hanno due figli, Cristina e Adriano.
Sono gli anni in cui trasferisce il suo studio da via Plinio in Prati, a via Margutta. Vicino al suo portone, quello di Giulio Turcato e poco distante ha lo studio l'amico Pericle Fazzini.
Nel 1956 realizza per la nuova Sede Centrale del Banco di Sicilia di Taormina (attuale Unicredit) un grande affresco per la sala principale, intitolato "Il paradiso terrestre"
Dalla metà degli anni cinquanta, Augusto Vanarelli esegue diversi lavori di arredamento: abitazioni private, negozi, esercizi pubblici. Tra questi il negozio di “Argenterie Saviotti” al Corso Umberto, (attuale Hotel Plaza); i negozi di calzature di Raffaele Salato quali: “Raphael” in via Veneto e in piazza di Spagna, e "Nokol" in via Barberini; il ristorante "Piccadilly" in piazza Barberini; “Brumel’s” a viale delle Province e verso la fine degli anni ’60 lo “Stabilimento Industriale Manaresi”, sulla via Nettunense ad Aprilia.
Negli stessi anni partecipa a concorsi e importanti rassegne d'arte in Italia e all'Estero.
Già dal 1958, denominata “Galleria d'arte per l'arredamento contemporaneo”, Vanarelli apre la “Galleria Anthea” in via del Babuino a Roma. Ma sarà nel 1961 che l'“Anthea”, darà inizio alla nuova attività di Galleria d'arte moderna e contemporanea.
Esporrà artisti noti come Capogrossi e Turcato ma anche la nuova generazione tendente all' "informale". Nel 1963 espone "Nove Cubisti" provenienti dalla Francia.
Nel 1964 vince il primo grado del Concorso nazionale per il “Monumento ai Caduti della Resistenza” - Città di Mantova, con un progetto presentato insieme all'architetto Maurizio Clerici, al quale partecipano anche Renato De Martino dello studio dell'architetto Annibale Vitellozzi e lo scultore Oreste Dequel.
Nel 1968 vince il I° premio Concorso Nazionale di Scultura per il Centro Turistico di Assisi con “Sfera” ,  scultura composta da fasce in acciaio satinato all'esterno e verniciato all'interno con colori rifrangenti che si riflettono su di un diaframma obliquo di metallo lucido.
Nel 1969 realizza la serie dei “Dipinti ripetibili”, ideati in alternativa alla stampa (litografie, ecc)

### Riproducibilità dell'opera d'arte
Gli anni settanta saranno caratterizzati essenzialmente dalla riproducibilità dell'opera d'arte, dalla geometria delle forme e dal colore filtrato che applicherà in arte e in arredamento.
Nel 1971, con “Farfalla”, vince il Primo Premio di scultura in una delle sezioni di bando del Concorso nazionale indetto dal Ministero dei Lavori Pubblici per le opere d'arte da destinare alla nuova sede della Biblioteca Nazionale Centrale di Roma al Castro Pretorio. L'opera, in acciaio inox di cm. 200 x 250, viene collocata nel giardino attiguo alla Sala Manoscritti e Rari, dove è attualmente esposta.
Partecipa a vari Concorsi ma evita il commercio dell’arte e non è particolarmente interessato a promuovere se stesso, Gillo Dorfles riferendosi ad artisti del suo genere, li descrive volti "...più alla ricerca disinteressata che all'intento speculativo“.  Raramente espone i suoi lavori.
Sostiene che: "Il primo capitolo della Storia dell'Arte si è chiuso con il taglio di Fontana“'.  Di questi anni è la stesura delle bozze per un Manifesto dell'arte Contemporanea. Il Manifesto incita appunto, all'uso e all'applicazione in arte dei materiali messi a disposizione dall'industria:
"Non si può fare la guerra con le armi tradizionali, come non si può fare l'arte con i materiali tradizionali. L'artista deve assumere la veste e la funzione del ricercatore e avvalersi della collaborazione delle discipline scientifiche e del progresso tecnologico. Il colore della luce moderna è al quarzo, al neon, al mercurio, al sole filtrato dallo smog."
A questi anni appartiene la serie “Porno (o Eros) design” le cui forme, morbide ed essenziali, sono realizzate da tagli netti su cartone nero applicato a sbalzo su lastra di metallo.  " ...multipli di alluminio e cartone di ottima esecuzione" scrive Leonardo Sinisgalli sul Corriere della Sera.
“I Geometrici filtrati” del 1975, sono l'ultima serie della produzione pittorica di Augusto Vanarelli. Forme geometriche e colore filtrato caratterizzano quest'ultimo lavoro, che per lo più mantiene il concetto della riproducibilità.
Scrive nei suoi appunti: "L'arte è invenzione, se poi è matematica geometrica, è più evidentemente responsabilizzata."
Nella ricorrenza della sua scomparsa avvenuta nel 1980 i “Geometrici filtrati” sono stati esposti in due mostre: un'esposizione è stata realizzata alla Galleria AOC di Bruno Lisi a Roma nel 2010, dal titolo Opera ultima, i Geometrici filtrati. Un'altra mostra dal titolo Artisti della Biblioteca: Augusto Vanarelli, ha avuto luogo alla Biblioteca Nazionale Centrale di Roma, nel 2011. Un'opera della Serie è stata esposta al Museo MACRO, nella Mostra “Visioni Geometriche” Opere dalla Collezione 5.
Si spegne a Roma il 3 agosto del 1980, all'età di 67 anni. L'urna con le sue ceneri si trova nell'isola di Ponza in una teca di cristallo.